# Halestorm
Halestorm je americká hardrocková skupina, kterou v roce 1997 založili dva sourozenci, tehdy teenageři z městečka Red Lion ve státě Pensylvánie. Je složena ze zpěvačky a kytaristky Elizabeth „Lzzy“ Hale, jejího bratra, hráče na bicí nástroje Arejay Hale, kytaristy Joe Hottingera a baskytaristy Joshe Smithe. Nahrávací smlouvu skupina poprvé podepsala s vydavatelstvím Atlantic Records dne 28. června 2005 a 28. dubna 2006 vydala koncertní EP One and Done. Své debutové album, Halestorm, kapela vydala 28. dubna 2009. Jejich první singl z tohoto projektu, "Love Bites (So Do I)", vyhrál 10. února 2013 cenu Grammy za nejlepší Hard rockovou/metalovou nahrávku.
Kapela Halestorm je známá tím, že téměř neustále koncertuje. Za rok absolvuje i 250 koncertních vystoupení. Od roku 2006 vystoupili s různými hudebníky, byli to například: Alter Bridge, Chevelle, Seether, Staind, Papa Roach, Trapt, Three Days Grace, Theory of a Deadman, Buckcherry, Disturbed, Shinedown, Avenged Sevenfold, Stone Sour, Hellyeah, Heaven & amp; Hell, Evanescence a Bullet for My Valentine.

## Členové skupiny
Současní členové
- Lzzy Hale – zpěv, rytmická a sólová kytara, klávesy (1997–současnost)
- Arejay Hale – bicí, perkuse, vokály (1997–současnost)
- Joe Hottinger – sólová kytara, vokály (2003–současnost)
- Josh Smith – basová kytara, vokály (2004–současnost)

Bývalí členové
- Roger Hale – basová kytara (1998–2004)
- Leo Nessinger – sólová kytara (2000–2003)

## Diskografie
Studiová alba
- Halestorm (2009)
- The Strange Case Of… (2012)
- Into the Wild Life (2015)
- Vicious (2018)
- Back from the Dead (2022)
- Everest (2025)